# Златиста катерица
Spermophilus lateralis е вид гризач от семейство Катерицови (Sciuridae). Възникнал е преди около 0,3 млн. години по времето на периода кватернер. Видът не е застрашен от изчезване.

## Разпространение и местообитание
Разпространен е в Канада и САЩ.
Обитава скалисти райони, гористи местности, планини, възвишения, склонове, ливади и храсталаци в райони с умерен климат, при средна месечна температура около 5,7 градуса.

## Описание
На дължина достигат до 21,4 cm, а теглото им е около 175,1 g. Имат телесна температура около 36,3 °C.
Продължителността им на живот е около 10,4 години. Популацията на вида е стабилна.